# Tram van Zaragoza
De tram van Zaragoza is een tramnetwerk in de Spaanse stad Zaragoza, hoofdstad van de autonome gemeenschap van Aragon. De huidige lijn 1 zal later uitgebreid worden met een tweede en derde lijn.

## Geschiedenis

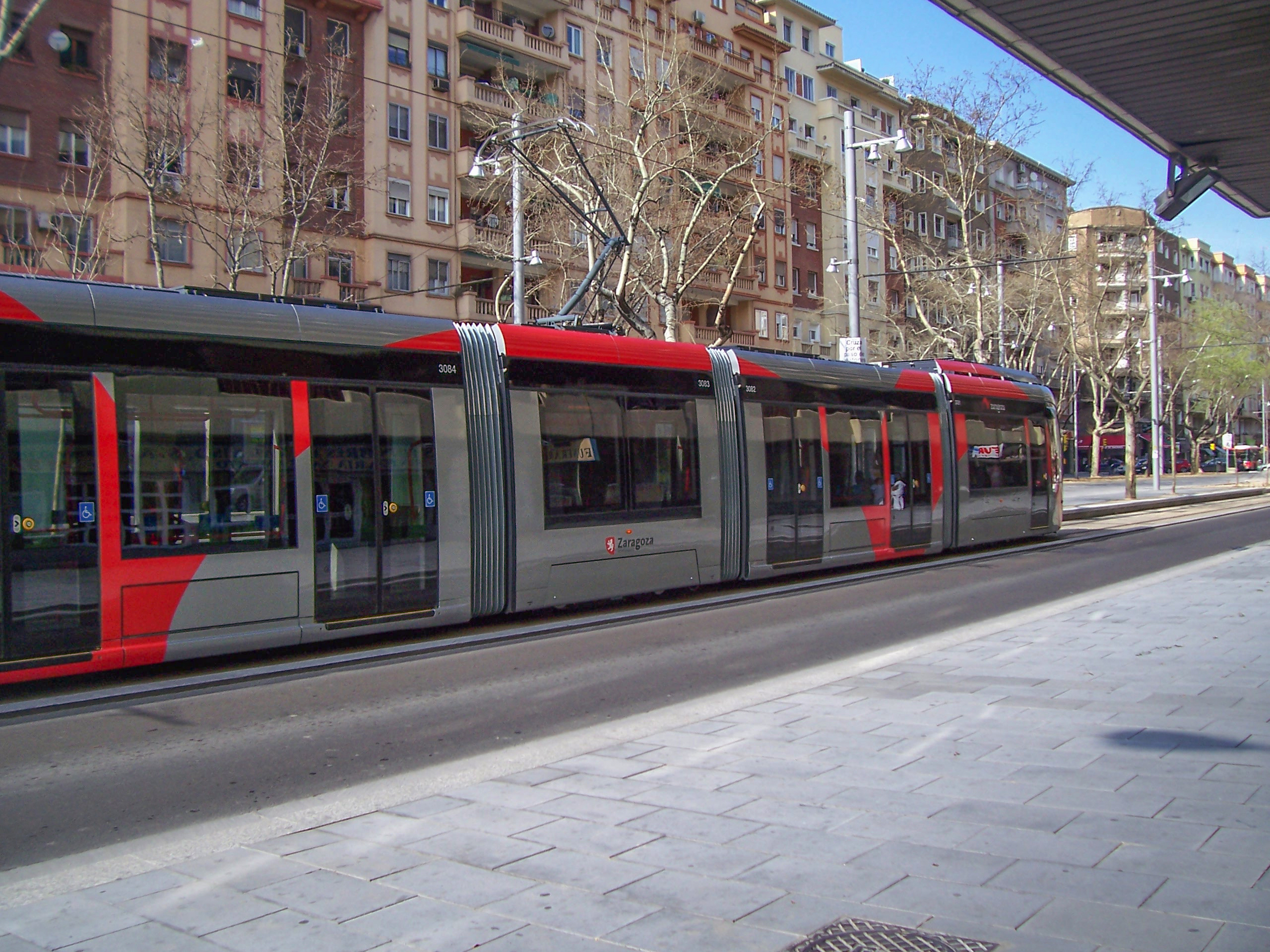
Tram in Zaragoza

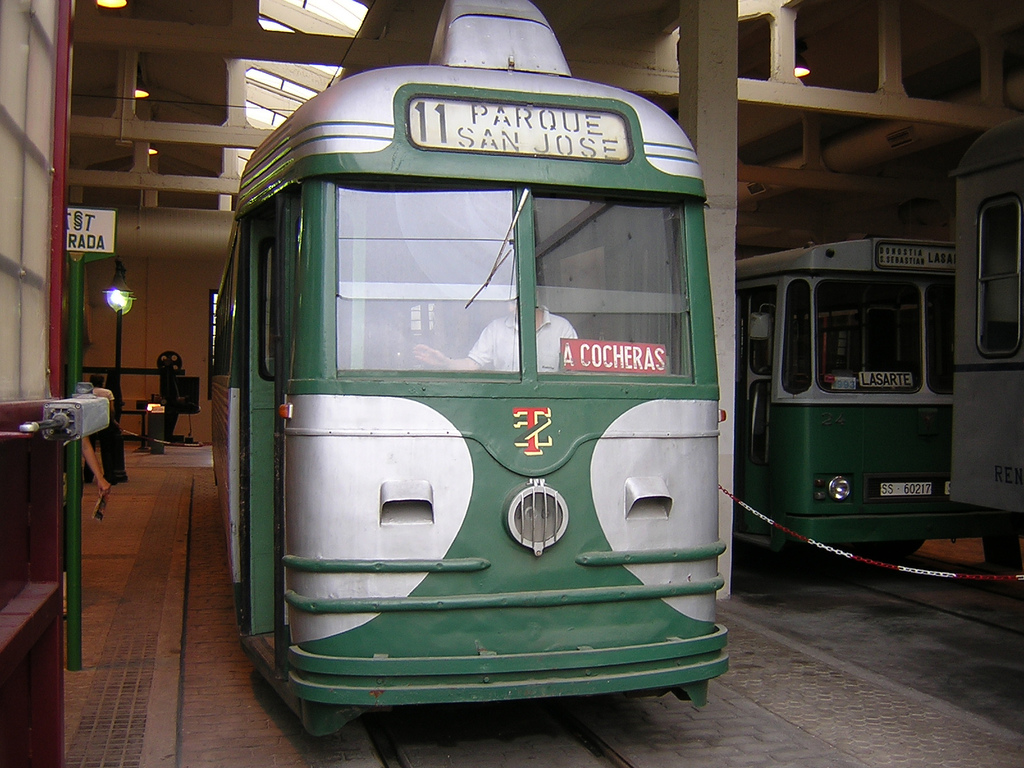
Voormalige tram nr. 218 van Zaragoza, in het Museo Vasco del Ferrocarril (Baskisch Spoorwegen Museum)

In 1885 werd de eerste tramlijn, toen getrokken door dieren, geopend.
In 1902 had de stad Zaragoza vijf hoofdlijnen en een secundaire lijn. In datzelfde jaar werd een van de lijnen geëlektrificeerd. Het netwerk groeide gestaag aan in een radiaal patroon rondom de stad, met het Spanjeplein (Plaza de España) als centrum.
In de jaren 1950 kende het tramnetwerk zijn hoogtepunt, maar vanaf de 1960 kende de tram een terugval en werd het tramnetwerk stap voor stap omgezet in een netwerk van buslijnen.
Op 23 januari 1976 verdween de laatste tramlijn uit het stadsbeeld van Zaragoza (traject Parque-San José) en de vervoersmaatschappij veranderde haar naam in Transportes Urbanos de Zaragoza (Maatschappij voor stedelijk transport in Zaragoza).
Op 10 juni 2009 werd besloten een nieuwe tramlijn aan te leggen door het Traza-consortium, bestaande uit Tuzsa, CAF, FCC Construcción, Acciona, Ibercaja and Concessia.
Op 19 april 2011 werd vervolgens fase 1 van lijn 1 geopend. De tweede fase 2 van de nieuwe tramlijn 1 is op 26 maart 2013 geopend.
Tot 2015 worden nog twee bijkomende lijnen gepland:
- Lijn 2 (Las Fuentes-Delicias)
- Lijn 3 (La Jota-Torrero)

## Lijn 1 (Valdespartera-Parque Goya)
De volledige noord-zuidlijn bedient 25 haltes. De gemiddelde afstand tussen de opeenvolgende haltes is ongeveer 500 m, om zo tot een totale lengte van zo'n 2,8 km te komen. Dit traject wordt bereden met een commerciële snelheid van 19 km/u, om zo het traject af te leggen in 40 minuten, waarvan 19 minuten voor de afstand Academia General Militar-Plaza de España en 21 minuten van het Plaza de España naar Plaza Cinema Paradiso (Valdespartera).
De bouw startte op 18 augustus 2009 en zou volgens de planning vier jaar duren, opgedeeld in twee fases:
- Fase 1 (2009–2011): Deel tussen de Valdesparterabuurt en Plaza de Basilio Paraiso. Dit traject werd geopend op 19 april 2011.[2]
- Fase 2: (2011–2013): Deel tussen de Plaza de Basilio Paraiso en Academia General Militar, Dit traject werd geopend op 26 maart 2013.[2]

## Kosten
De geschatte investering ligt rond de 400 miljoen euro:
- Bouw van het systeem: 202 miljoen
- Aankoop van het rollend materieel: 82 miljoen
- Bouw van een stelplaats: 37 miljoen
- Aanleg private bijkomende route: 55 miljoen
- Integratie van verkeerslichtensysteem en andere uitgaves: 25 miljoen

Men verwacht een gebruik van 100.000 passagiers per dag, met een gemiddelde inkomst van 0,75 euro per passagier.

## Trams
De 21 CAF Urbos 3-trams zijn 33 m lang, verlengbaar tot 43 m, en hebben een breedte van 2,65 m en een hoogte van 3,2 m. Ze hebben een capaciteit van 200 personen, waarvan 54 zitplaatsen en 146 staanplaatsen (3,5 personen per m2).

## Elektriciteit

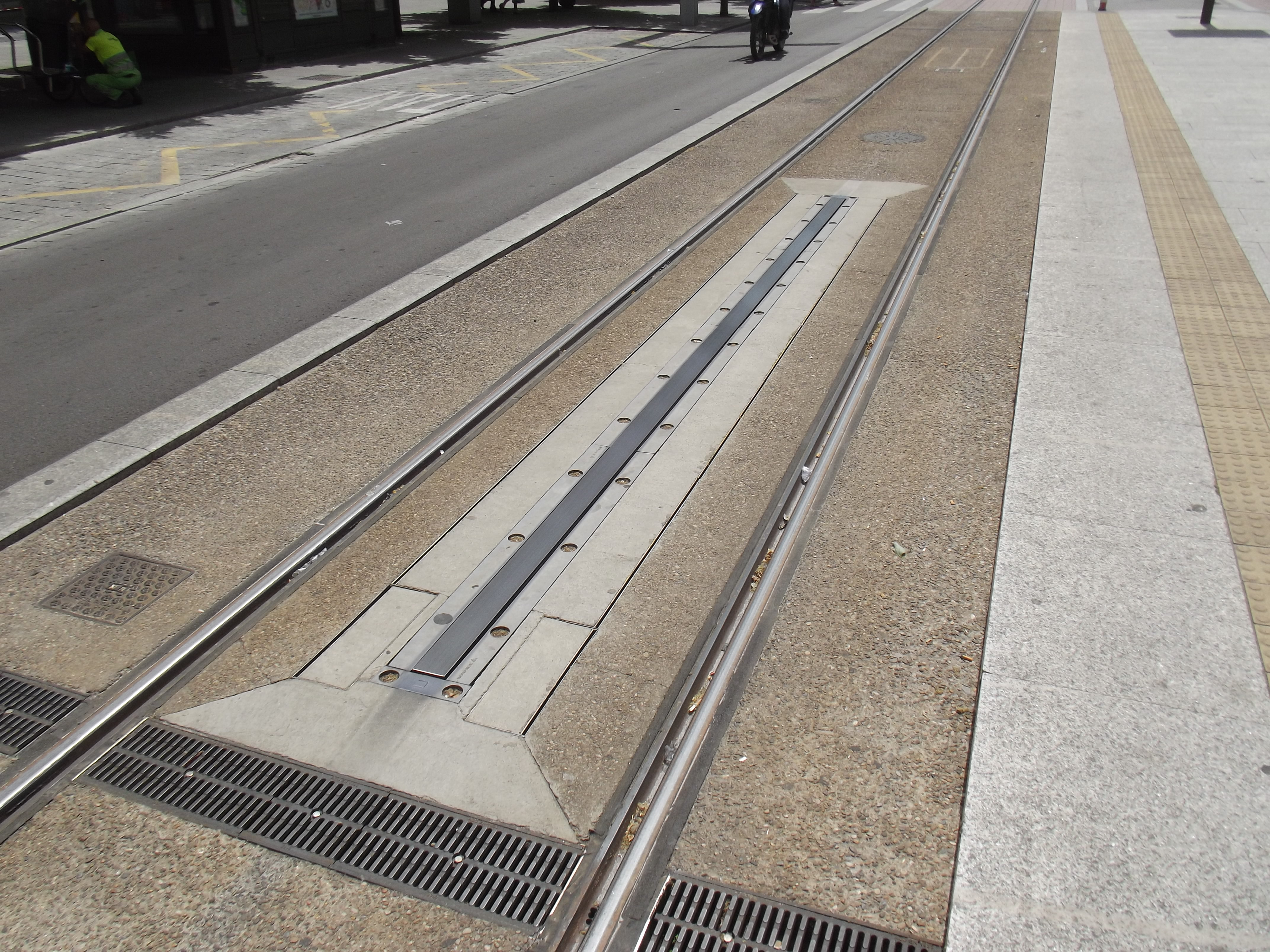
oplaadpunt bij een halte in het centrum

De trams zullen hoofdzakelijk conventionele bovenleidingen gebruiken, maar in het historische stadscentrum (tussen Plaza Paraíso en de Romeinse muur) zullen ze opgeslagen energie gebruiken, en daarbij kunnen ze teven bijkomende energie krijgen gedurende stops dankzij een Quick Charge Battery (ACR)-systeem. Hierdoor zal het niet nodig zijn om bovenleidingen aan te leggen in het historische centrum.